# Soundpainting
Soundpainting er et kompositions-/direktions-tegnsprog udviklet af komponisten Walter Thompson fra New York. Soundpainting bruges af musikere, dansere, skuespillere, forfattere og visuelle kunstnere, som arbejder med struktureret improvisation. Indtil videre indeholder sproget over 750 tegn, som udføres af komponisten/dirigenten og indikerer den ønskede type improvisation. Kompositionens retning opnås gennem de parametre, der tilhører hvert sæt af viste tegn.
Soundpainting blev udviklet i starten af 1980'erne som en måde at kommunikere med musikere under en forestilling uden at skulle råbe henover musikken. I starten blev sproget primært brugt som et redskab til at holde rammerne for improvisation tæt på den noterede musik. I løbet af de sidste 20 år er soundpainting blevet et komplet sprog til at skabe spontane kompositioner i form af koncerter, danse- eller teaterforestillinger, lydspor til film eller pædagogiske præsentationer.
I Danmark er Ketil Duckert Jensen og Gustav Rasmussen de første udøvere af soundpainting. I 2013 udgav Musikforlaget Wilhelm Hansen den første metodebog om systemet med titlen "Sammenspil og improvisation med Soundpainting" forfattet af Gustav Rasmussen og Ketil Duckert. I 2017 blev bogen oversat til engelsk.